# Why dream
Why dream is de debuutsingle van Focus. Het is afkomstig van hun album In and out of Focus. Het nummer is in de loop der jaren geheel vergeten als single. Het haalde destijds de hitparades ook al niet.
De B-kant was geschreven door Van Leer met Mike Hayes. Hayes was destijds een diskjockey in de Amsterdamse discotheek The Bird's Club. Focus was daar een keer te horen en Hayes mocht, zij het voor één keer, meezingen.